# Кетрін Пірс
Ке́трін Пірс (болг. Катерина Петрова; англ. Katherine Pierce, нар. 5 червня 1473) — одна з основних персонажів серіалу «Щоденники вампіра», що була серед головних антагоністів першого та другого сезонів. У третьому і четвертому сезоні Кетрін — циклічний персонаж. ЇЇ роль виконує Ніна Добрев.

## Історія
Кетрін (Катерина Петрова) народилася 1475 року в Болгарії. У п'ятнадцять років дівчина завагітніла позашлюбною дитиною. Через конфлікт із сім'єю після пологів Катерина мусила покинути своє місто. Тоді дівчина вирушила до Англії. Там вона вперше зустріла вампірів. Ними виявилися первородні брати Клаус і Елайджа. Клаус зацікавився Катериною, але, як згодом з'ясувалося, дівчина знадобилася йому лише для жертвопринесення.
Клаус був не простим вампіром. Хлопець поєднував у собі вампірську і вовчу сутності. Багато років тому, щоб перешкодити його перетворенню в гібрида, відьма Естер наклала на нього прокляття. Клаус бажав звільнитися від нього і заснувати новий вид істот. Для обряду йому потрібні були відьма, перевертень, вампір, магічний місячний камінь і кров двійника Петрової.
Катерина дізналася про план Клауса і, вкравши місячний камінь, зникла з міста. Її друг-вампір — Тревор — сховав дівчину. Катерина зірвала план Клауса, перетворившись на вампіра. Вона знала, що для обряду підходить тільки людська кров Петрової.
Своїм учинком Катерина розлютила Клауса.
1864 року дівчина вперше з'явилася в Містик Фоллс з ім'ям Кетрін Пірс. Разом з нею приїхали її друзі — вампірка Перл і відьма Емілі Беннет. Кетрін швидко звикла до міста. Вона познайомилася з сім'ями Засновників. В неї стався роман із братами Стефаном і Деймоном Сальваторе. Однак скоро батьки-засновники влаштували облаву на вампірів і спалили їх у церкві. Попри допомогу братів Сальваторе, Кетрін також потрапила до пастки. Але вона не загинула, як усі інші, а зімітувала свою загибель, сподіваючись звільнитися від переслідувань Клауса. Кетрін вдалося підкупити місцевого перевертня Джорджа Локвуда місячним каменем, що захищає вовків від перетворень, і хлопець випустив вампірку з церкви.

## Події серіалу
В останній серії 1-го сезону Кетрін повертається в Містик-Фоллс, а в першій серії 2-го сезону вона говорить Деймону, що завжди любила тільки Стефана, і намагається зруйнувати стосунки Стефана та Єлени — її нащадка і нового двійника Петрової. Як пізніше з'ясовується, справжньою метою її повернення в місто було викрадення місячного каменя та Єлени, щоб доставити їх до Ніклауса, щоб заслужити прощення. Стефан і Деймон, дізнавшись про її плани, замикають її в гробницю, з якої не може вийти жоден вампір. Згодом заклинання було зруйновано, але через закляття Елайджі Кетрін все одно не могла покинути гробницю. Після смерті Елайджі вона звільнилася і почала допомагати Стефану і Деймону.
Прибувши до Містик-Фоллс, Ніклаус викрав її та тримав, піддаючи тортурам, у квартирі Аларіка. Після того, як Ніклаус несподівано звільнив її, дівчина продовжувала йти за ним і Стефаном. З'ясувавши, що мисливець на вампірів Майкл здатний вбити Клауса, вона відшукала його і пробудила, але коли план вбивства Ніклауса за допомогою Майкла провалився, вона знову тікає, підкинувши перед цим Стефану ідею з викраденням трун членів стародавнього сімейства. Довгий час про Кетрін нічого не чути.
Вона з'являється на початку четвертого сезону в галюцинаціях Єлени після вбивства мисливця. Знову Кетрін з'являється в печері на острові, де наздоганяє Єлену на шляху до ліків, що здатні перетворити вампіра на людину, і на деякий час «виводить її з ладу». Досягнувши грота з тілом Сайласа, вона використовує кров Джеремі для пробудження вампіра — чаклуна, забирає ліки та зникає з острова. Пізніше учасники експедиції розуміють, що весь цей час Кетрін йшла за ними, щоб забрати ліки собі. Деймон і Ребека починають розшукувати Кетрін. Пізніше, викравши зачіпки у Деймона, Єлена та Ребека продовжують пошуки Кетрін без нього. Їм вдається наздогнати дівчину в містечку Пенсільванії, де вона за допомогою Елайджі намагається віддати ліки Клаусу, щоб то припинив полювання на неї. Однак і це не допомагає їй звільнитися переслідувань вампіра, оскільки його брат Елайджа вирішує віддати ліки своїй сестрі Ребеці (з рештою, Сайласі в образі Ребеки). Відтак Кетрін залишається на деякий час одна — Елайджа покинув її, виїхавши в Новий Орлеан.
Залишившись на самоті, Кетрін допомагала братам Сальваторе, які попросили її повернути почуття Єлени, катуючи її. Незабаром до Єлени повернулися почуття, і її єдиною метою стало вбити Кетрін Пірс, яка в цей час намагається стати невразливою за допомогою Бонні. Єлена майже вбиває Кетрін, але Стефан рятує її, бажаючи врятувати пов'язану з нею Бонні. Після того, як план Бонні не вдається, розгнівана Кетрін вирішує вбити Єлену. Єлена майже вмирає, але в останній змушує Кетрін ковтнути ліки, і та стає людиною.
На початку п'ятого сезону Кетрін відчуває всі плюси та мінуси людського життя. Через своє довге вампірське життя, вона не може бути нормальною людиною і починає передчасно старіти. В одній із серій її почуття до Стефана виходять назовні, що спричиняє інтимні стосунки між ними. Перед смертю Кетрін дізнається, що народилася в родині Подорожувальників і може продовжити жити в іншому тілі. Вона розуміє, що їй вдасться це зробити в тілі Єлени й за допомогою своєї доньки повністю оволодіває тілом свого двійника. Невдовзі Кетрін-Єлена розриває стосунки Єлени та Деймона і намагається відновити стосунки між Єленою і Стефаном.

## Особистість
Кетрін — одна з найбільш непостійних і неоднозначних героїнь серіалу. Вона виступає в ролі «подвійного», а іноді й «потрійного» агента, але, у кінцевому результаті, працює тільки на себе.

## Стосунки
Кетрін використовує чоловіків для досягнення своїх цілей, однак, сама запевняє, що завжди любила тільки Стефана Сальваторе. Відсутність взаємності з боку Стефана засмучує дівчину, але вона впевнена, що рано чи пізно їй вдасться домогтися відповіді на свої почуття. До того ж увесь другий сезон Кетрін сподівалася, що Єлена буде принесена в жертву і місце коханої Стефана звільниться.
Свого часу Деймон теж був закоханий у Кетрін — 145 років він оплакував її смерть і шукав засоби, щоб воскресити вампіршу. Але потім, розгледівши лицемірну сутність Кетрін, Деймон зрозумів, що кохає Єлену Гілберт.

## Легенда про кров Петрової
Тривалий час не було зрозуміло, чим саме рід Петрових зашкодив стародавній відьмі, і чому саме їхня кров потрібна була для ритуалу Клауса. У третьому сезоні, нарешті, з'ясувалося, що багато років тому, коли сім'я Майкла тільки приїхала на місце майбутнього Містик-Фоллс, Клаус і Елайджа були закохані в юну і прекрасну Татію. Подібно до Кетрін, а пізніше і до Елейні, дівчина не могла визначитися, хто з братів їй більше подобається, тим самим змушуючи їх виступати в ролі суперників, а, часом, і ворогів. Як розказували Елайджа і Ніклаус побачивши муки своїх синів, Естер вирішила забрати у них Татію і надалі використовувати її кров для перетворення своєї сім'ї в першородних вампірів, але насправді Естер справді використала кров Татії для перетворення своїх дітей на вампірів, Татія після цього не померла, вона померла від рук Елайджи, який не справився з контролем і вбив Татію, а Естер забрала ці спогади в Елайджи й сказала, що це вона вбила Татію. 
Відтоді рід Татії (рід Петрових) став носієм унікальної крові, потрібної для ритуалів, пов'язаних з первородними.